# Aeroporto General de Brigada Oswaldo Guevara Mujica
O Aeroporto General de Brigada Oswaldo Guevara Mujica (código IATA: AGV, código OACI: SVAC) está localizado a oeste da cidade de Acarigua, estado Portuguesa, na Venezuela, e mantém vôos privados. O ex-governador de Portuguesa  Wilmar Castro aprovou 28 bilhões de bolívares para a expansão e reconstrução do aeroporto, que será transformado completamente em um shopping center, onde as pessoas não só irão tomar um avião, mas também para desfrutar os serviços. A Acarigua é uma cidade que tem um grande número de habitantes, e tem a necessidade de viajar mais rápido para qualquer lugar da Venezuela em suas férias.
Serão instalações muito modernas com principalmente estruturas metálicas e vitrais, serão chamados A + A (A PLUS), identificando as cidades gêmeas da Acarigua-Araure, terão um monumento central em referência à Batalha de Araure , além de escritórios de seniat, bancos, restaurantes, governo, entre outros.

## Reconstrução
O aeroporto está atualmente em plena reconstrução, com a necessidade de expandi-lo e incorporar "Bombeiros Aéreos", que contemple o crescimento vertical das instalações aeroportuárias, o estabelecimento de instalações comerciais, a melhoria do serviço médico e serviços de navegação; além da área de manobra (pista).
O aeroporto vai para um segundo nível, terá 2 passagens, área alta, área baixa e porão, terá novas instalações, ou seja, escritórios de turismo, restaurantes, táxis, agências de viagens, câmbio, entre outros.
O governador também anunciou que a construção do Parque Metropolitano Acarigua-Araure e a reconstrução do terminal aéreo serão realizadas no âmbito do Bicentenário da Batalha de Araure, a realizar-se em 5 de dezembro " , espera-se que um grande número de visitantes visite o estado Portuguesa ".